# 佐野光司
佐野 光司（さの こうじ、1937年4月1日 - ）は、日本の音楽学者、現代音楽研究の第一人者。スクリャービン研究で名高い音楽学者。桐朋学園大学名誉教授。

## 来歴
東京藝術大学音楽学部楽理科卒業後、同大学大学院音楽研究科音楽学専攻修了、同大助手に就任。母校で講師を務めつつ、桐朋学園大学音楽学部教授を務める。
京都賞など数ある権威ある賞の選考委員を務めている。